# دولت پنجم جمهوری اسلامی ایران
دولت پنجم جمهوری اسلامی ایران به ریاست اکبر هاشمی رفسنجانی کار خود را رسماً از ۲۵ مرداد ۱۳۶۸ آغاز کرد.

## اعضای کابینه
سومین مجلس شورای اسلامی به تمامی اعضای پیشنهادی کابینه اول هاشمی رفسنجانی رای اعتماد داد. برخی دلیل این کار را حرمت نگه‌داشتن برای هاشمی از جانب نمایندگان مجلس، به موجب ریاست دو ساله‌اش بر این مجلس می‌دانند.

### جلسه رای اعتماد
- وزارت نیرو: بیژن نامدار زنگنه، ۲۴۵ رای موافق
- وزارت نفت: غلامرضا آقازاده، ۲۳۱ رای موافق
- وزارت معادن و فلزات: حسین محلوجی، ۱۵۰ رای موافق
- وزارت مسکن و شهرسازی: سراج‌الدین کازرونی، ۱۴۵ رای موافق
- وزارت فرهنگ و ارشاد اسلامی: سید محمد خاتمی، ۲۴۶ رای موافق
- وزارت فرهنگ و ارشاد اسلامی: علی لاریجانی، ۲۱۹ رای موافق
- وازرت صنایع: محمدرضا نعمت‌زاده، ۲۱۷ رای موافق
- وزارت راه و ترابری: محمد سعیدی‌کیا، ۲۲۲ رای موافق
- وزارت آموزش و پرورش: محمدعلی نجفی، ۱۶۰ رای موافق
- وزارت تعاون: غلامرضا شافعی، ۱۴۷ رای موافق
- وزارت اقتصاد و دارایی: محسن نوربخش، ۱۹۵ رای موافق
- وزارت امور خارجه: علی‌اکبر ولایتی، ۲۱۳ رای موافق
- وزارت بازرگانی: عبدالحسین وهاجی، ۱۴۷ رای موافق
- وزارت دادگستری: اسماعیل شوشتری، ۲۰۹ رای موافق
- وزارت دفاع و پشتیبانی: اکبر ترکان، ۲۴۲ رای موافق
- وزارت صنایع سنگین: محمدهادی نژادحسینیان، ۲۳۰ رای موافق
- وزارت فرهنگ و آموزش عالی: مصطفی معین، ۲۳۷ رای موافق
- وزارت کار و امور اجتماعی: حسین کمالی، ۲۲۴ رای موافق
- وزارت کشاورزی: عیسی کلانتری، ۱۸۶ رای موافق
- وزارت کشور: عبدالله نوری، ۲۲۴ رای موافق
- وزارت جهاد سازندگی: غلامرضا فروزش، ۲۲۱ رای موافق
- وزارت اطلاعات: علی فلاحیان، ۱۵۸ رای موافق

## هیئت دولت
| رئیس‌جمهور                                |  | اکبر هاشمی رفسنجانی   | ۲۵ مرداد ۱۳۶۸  | ۱۲ مرداد ۱۳۷۲ | روحانیت مبارز  | [ ۱ ]  |
| وزیران                                   |  |                       |                |               |                |        |
| وزیر آموزش و پرورش                       |  | محمدعلی نجفی          | ۷ شهریور ۱۳۶۸  | ۲۵ مرداد ۱۳۷۲ | مستقل          | [ ۳ ]  |
| وزیر اطلاعات                             |  | علی فلاحیان           | ۷ شهریور ۱۳۶۸  | ۲۵ مرداد ۱۳۷۲ | مستقل          | [ ۳ ]  |
| وزیر امور اقتصادی و دارایی               |  | سید محسن نوربخش       | ۷ شهریور ۱۳۶۸  | ۲۵ مرداد ۱۳۷۲ | مستقل          | [ ۳ ]  |
| وزیر امور خارجه                          |  | علی‌اکبر ولایتی        | ۷ شهریور ۱۳۶۸  | ۲۵ مرداد ۱۳۷۲ | پزشکان ایران   | [ ۳ ]  |
| وزیر بازرگانی                            |  | عبدالحسین وهاجی       | ۷ شهریور ۱۳۶۸  | ۲۵ مرداد ۱۳۷۲ | مستقل          | [ ۳ ]  |
| وزیر بهداشت، درمان و آموزش پزشکی         |  | ایرج فاضل             | ۷ شهریور ۱۳۶۸  | ۲۳ دی ۱۳۶۹    | مستقل          | [ ۳ ]  |
| وزیر بهداشت، درمان و آموزش پزشکی         |  | رضا ملک‌زاده*          | ۲۴ دی ۱۳۶۹     | ۱۴ اسفند ۱۳۶۹ | مستقل          | [ ۴ ]  |
| وزیر بهداشت، درمان و آموزش پزشکی         |  | رضا ملک‌زاده           | ۱۴ اسفند ۱۳۶۹  | ۲۵ مرداد ۱۳۷۲ | مستقل          | [ ۵ ]  |
| وزیر پست و تلگراف و تلفن                 |  | سید محمد غرضی         | ۷ شهریور ۱۳۶۸  | ۲۵ مرداد ۱۳۷۲ | مستقل          | [ ۳ ]  |
| وزیر تعاون                               |  | غلامرضا شافعی         | ۱۰ دی ۱۳۷۰     | ۲۵ مرداد ۱۳۷۲ | مستقل          | [ ۶ ]  |
| وزیر جهاد سازندگی                        |  | غلامرضا فروزش         | ۷ شهریور ۱۳۶۸  | ۲۵ مرداد ۱۳۷۲ | مستقل          | [ ۳ ]  |
| وزیر دادگستری                            |  | محمداسماعیل شوشتری    | ۷ شهریور ۱۳۶۸  | ۲۵ مرداد ۱۳۷۲ | مستقل          | [ ۳ ]  |
| وزیر دفاع و پشتیبانی نیروهای مسلح        |  | اکبر ترکان            | ۷ شهریور ۱۳۶۸  | ۲۵ مرداد ۱۳۷۲ | مستقل          | [ ۳ ]  |
| وزیر راه و ترابری                        |  | محمد سعیدی‌کیا         | ۷ شهریور ۱۳۶۸  | ۲۵ مرداد ۱۳۷۲ | مستقل          | [ ۳ ]  |
| وزیر صنایع                               |  | محمدرضا نعمت‌زاده      | ۷ شهریور ۱۳۶۸  | ۲۵ مرداد ۱۳۷۲ | مستقل          | [ ۳ ]  |
| وزیر صنایع سنگین                         |  | محمدهادی نژادحسینیان  | ۷ شهریور ۱۳۶۸  | ۲۵ مرداد ۱۳۷۲ | مستقل          | [ ۳ ]  |
| وزیر فرهنگ و آموزش عالی                  |  | مصطفی معین            | ۷ شهریور ۱۳۶۸  | ۲۵ مرداد ۱۳۷۲ | جامعه پزشکی    | [ ۳ ]  |
| وزیر فرهنگ و ارشاد اسلامی                |  | سید محمد خاتمی        | ۷ شهریور ۱۳۶۸  | ۲۵ تیر ۱۳۷۱   | روحانیون مبارز | [ ۳ ]  |
| وزیر فرهنگ و ارشاد اسلامی                |  | علی لاریجانی*         | ۲۵ تیر ۱۳۷۱    | ۲۰ مرداد ۱۳۷۱ | نظامی          | [ ۷ ]  |
| وزیر فرهنگ و ارشاد اسلامی                |  | علی لاریجانی          | ۲۰ مرداد ۱۳۷۱  | ۲۵ مرداد ۱۳۷۲ | نظامی          | [ ۸ ]  |
| وزیر کار و امور اجتماعی                  |  | حسین کمالی            | ۷ شهریور ۱۳۶۸  | ۲۵ مرداد ۱۳۷۲ | خانه کارگر     | [ ۳ ]  |
| وزیر کشاورزی                             |  | عیسی کلانتری          | ۷ شهریور ۱۳۶۸  | ۲۵ مرداد ۱۳۷۲ | مستقل          | [ ۳ ]  |
| وزیر کشور                                |  | عبدالله نوری          | ۷ شهریور ۱۳۶۸  | ۲۵ مرداد ۱۳۷۲ | روحانیون مبارز | [ ۳ ]  |
| وزیر مسکن و شهرسازی                      |  | سراج‌الدین کازرونی     | ۷ شهریور ۱۳۶۸  | ۲۵ مرداد ۱۳۷۲ | مستقل          | [ ۳ ]  |
| وزیر معادن و فلزات                       |  | حسین محلوجی           | ۷ شهریور ۱۳۶۸  | ۲۵ مرداد ۱۳۷۲ | مستقل          | [ ۳ ]  |
| وزیر نفت                                 |  | غلام‌رضا آقازاده       | ۷ شهریور ۱۳۶۸  | ۲۵ مرداد ۱۳۷۲ | مستقل          | [ ۳ ]  |
| وزیر نیرو                                |  | بیژن نامدار زنگنه     | ۷ شهریور ۱۳۶۸  | ۲۵ مرداد ۱۳۷۲ | مستقل          | [ ۳ ]  |
| معاونان رئیس‌جمهور                        |  |                       |                |               |                |        |
| معاون اول                                |  | حسن حبیبی             | ۳۰ مرداد ۱۳۶۸  | ۱۲ مرداد ۱۳۷۲ | مستقل          | [ ۹ ]  |
| معاون امور اجرایی                        |  | حمید میرزاده          | ۳۱ مرداد ۱۳۶۸  | ۱۲ مرداد ۱۳۷۲ | مستقل          | [ ۱۰ ] |
| معاون امور حقوقی و مجلس                  |  | سید عطاءالله مهاجرانی | ۳۰ مرداد ۱۳۶۸  | ۱۲ مرداد ۱۳۷۶ | مستقل          | [ ۹ ]  |
| دبیرکل سازمان امور اداری و استخدامی کشور |  | سید منصور رضوی        | ۱۳ شهریور ۱۳۶۸ | ۱۲ مرداد ۱۳۷۲ | مستقل          | [ ۱۱ ] |
| رئیس سازمان انرژی اتمی ایران             |  | رضا امراللهی          | ۱۰ شهریور ۱۳۶۸ | ۱۲ مرداد ۱۳۷۲ | مستقل          | [ ۱۲ ] |
| رئیس سازمان تربیت بدنی                   |  | حسن غفوری‌فرد          | ۱۳ شهریور ۱۳۶۸ | ۱۲ مرداد ۱۳۷۲ | دانشگاهیان     | [ ۱۱ ] |
| رئیس سازمان حفاظت محیط زیست              |  | هادی منافی            | ۱۰ شهریور ۱۳۶۸ | ۱۲ مرداد ۱۳۷۲ | مستقل          | [ ۱۳ ] |
| رئیس سازمان برنامه و بودجه               |  | مسعود روغنی زنجانی    | ۱۰ شهریور ۱۳۶۸ | ۱۲ مرداد ۱۳۷۲ | مستقل          | [ ۱۲ ] |

## سایر منصوبان رئیس دولت
| سرپرست نهاد ریاست‌جمهوری                           |  | حسن حبیبی               | ۱۴ شهریور ۱۳۶۸ | ۱۲ مرداد ۱۳۷۲ | مستقل          | [ ۱۴ ]        |
| رئیس دفتر رئیس‌جمهور                               |  | سید محمد میرمحمدی       | ۱۰ شهریور ۱۳۶۸ | ۱۲ مرداد ۱۳۷۲ | مستقل          | [ ۱۳ ]        |
| مشاوران رئیس‌جمهور                                 |  |                         |                |               |                |               |
| مشاور اجتماعی                                     |  | مسیح مهاجری             | ۲۸ شهریور ۱۳۶۸ | ۱۲ مرداد ۱۳۷۲ | مستقل          | [ ۱۵ ]        |
| مشاور اقتصادی                                     |  | ابوطالب شالچیان         | ۲۸ شهریور ۱۳۶۸ | ۱۲ مرداد ۱۳۷۲ | مستقل          | [ ۱۵ ]        |
| مشاور امنیتی                                      |  | محسن کنگرلو             | ۱۳۶۸           | ۱۲ مرداد ۱۳۷۲ | مستقل          |               |
| مشاور امور امنیت ملی                              |  | حسن روحانی              | ۲۰ مهر ۱۳۶۸    | ۱۲ مرداد ۱۳۷۲ | روحانیت مبارز  | [ ۱۶ ]        |
| مشاور امور اهل سنت                                |  | محمد اسحاق مدنی         | ۲۸ شهریور ۱۳۶۸ | ۱۲ مرداد ۱۳۷۲ | مستقل          | [ ۱۷ ]        |
| مشاور امور بین‌الملل                               |  | علیرضا معیری            | ۲۸ شهریور ۱۳۶۸ | ۱۲ مرداد ۱۳۷۲ | مستقل          | [ ۱۷ ]        |
| مشاور امور تحقیقاتی                               |  | سید مصطفی میرسلیم       | ۲۸ شهریور ۱۳۶۸ | ۱۲ مرداد ۱۳۷۲ | دانشگاهیان     | [ ۱۵ ]        |
| مشاور امور جوانان                                 |  | سید مرتضی میرباقری      | ۸ شهریور ۱۳۷۱  | ۱۲ مرداد ۱۳۷۲ | مستقل          | [ ۱۸ ]        |
| مشاور امور فنی                                    |  | مجید عباس‌پور            | ۲۸ شهریور ۱۳۶۸ | ۱۲ مرداد ۱۳۷۲ | دانشگاهیان     | [ ۱۵ ]        |
| مشاور امور مناطق آزاد تجاری-صنعتی و ویژه اقتصادی  |  | مرتضی الویری            | ۸ شهریور ۱۳۷۱  | ۱۲ مرداد ۱۳۷۲ | مستقل          | [ ۱۸ ]        |
| مشاور بازرگانی و امور اصناف                       |  | ابوالفضل توکلی بینا     | ۲۸ شهریور ۱۳۶۸ | ۱۲ مرداد ۱۳۷۲ | مؤتلفه         | [ ۱۷ ]        |
| مشاور حقوقی                                       |  | گودرز افتخار جهرمی      | ۲۸ شهریور ۱۳۶۸ | ۱۲ مرداد ۱۳۷۲ | مستقل          | [ ۱۵ ]        |
| مشاور حقوقی                                       |  | سید محمد هاشمی          | ۲۵ مرداد ۱۳۶۸  | ۱۲ مرداد ۱۳۷۲ | مستقل          |               |
| مشاور سیاسی                                       |  | میرحسین موسوی           | ۱۲ شهریور ۱۳۶۸ | ۱۲ مرداد ۱۳۷۲ | مستقل          | [ ۱۹ ]        |
| مشاور فرهنگی                                      |  | جواد اژه‌ای              | ۲۸ شهریور ۱۳۶۸ | ۱۲ مرداد ۱۳۷۲ | مستقل          | [ ۱۵ ]        |
| رئیس دفتر امور زنان                               |  | شهلا حبیبی              | ۷ دی ۱۳۷۰      | ۱۲ مرداد ۱۳۷۲ | مؤتلفه         | [ ۲۰ ]        |
| رئیس دفتر امور مشاوران                            |  | سید جمال ساداتیان       | ۵ اسفند ۱۳۶۸   | ۱۲ مرداد ۱۳۷۲ | مستقل          | [ ۲۱ ]        |
| رئیس دفتر امور مناطق محروم کشور                   |  | جلیل بشارتی             | ۱۲ آبان ۱۳۶۸   | ۱۲ مرداد ۱۳۷۲ | مستقل          | [ ۲۲ ]        |
| رئیس دفتر بازرسی ویژه                             |  | محسن هاشمی رفسنجانی     | آذر ۱۳۶۸       | ۱۲ مرداد ۱۳۷۲ | مستقل          |               |
| رئیس دفتر خدمات حقوقی بین‌المللی                   |  | گودرز افتخار جهرمی      | ۲۵ مرداد ۱۳۶۸  | ۱۲ مرداد ۱۳۷۲ | مستقل          |               |
| رئیس کتابخانه ملی ایران                           |  | محمد رجبی               | آبان ۱۳۶۹      | ۸ شهریور ۱۳۷۱ | مستقل          |               |
| رئیس کتابخانه ملی ایران                           |  | سید محمد خاتمی          | ۸ شهریور ۱۳۷۱  | ۱۲ مرداد ۱۳۷۲ | روحانیون مبارز | [ ۲۳ ]        |
| رئیس مرکز تحقیقات استراتژیک                       |  | سید محمد موسوی خوئینی‌ها | ۲۰ مهر ۱۳۶۸    | ۲۳ مرداد ۱۳۷۱ | روحانیون مبارز | [ ۲۴ ] [ ۲۵ ] |
| رئیس مرکز تحقیقات استراتژیک                       |  | حسن روحانی              | شهریور ۱۳۷۱    | ۱۲ مرداد ۱۳۷۲ | روحانیت مبارز  |               |
| نمایندگان ویژه رئیس‌جمهور                          |  |                         |                |               |                |               |
| نمایندهٔ ویژه در امر بازسازی و نوسازی مناطق جنگ‌زده |  | حمید میرزاده            | مرداد ۱۳۶۸     | ۱۲ مرداد ۱۳۷۲ | مستقل          |               |

## یادداشت
1. ↑  از این تاریخ، کتابخانه ملی ایران زیر نظر مستقیم رئیس‌جمهور قرار گرفت.